# Wilhelm Wied

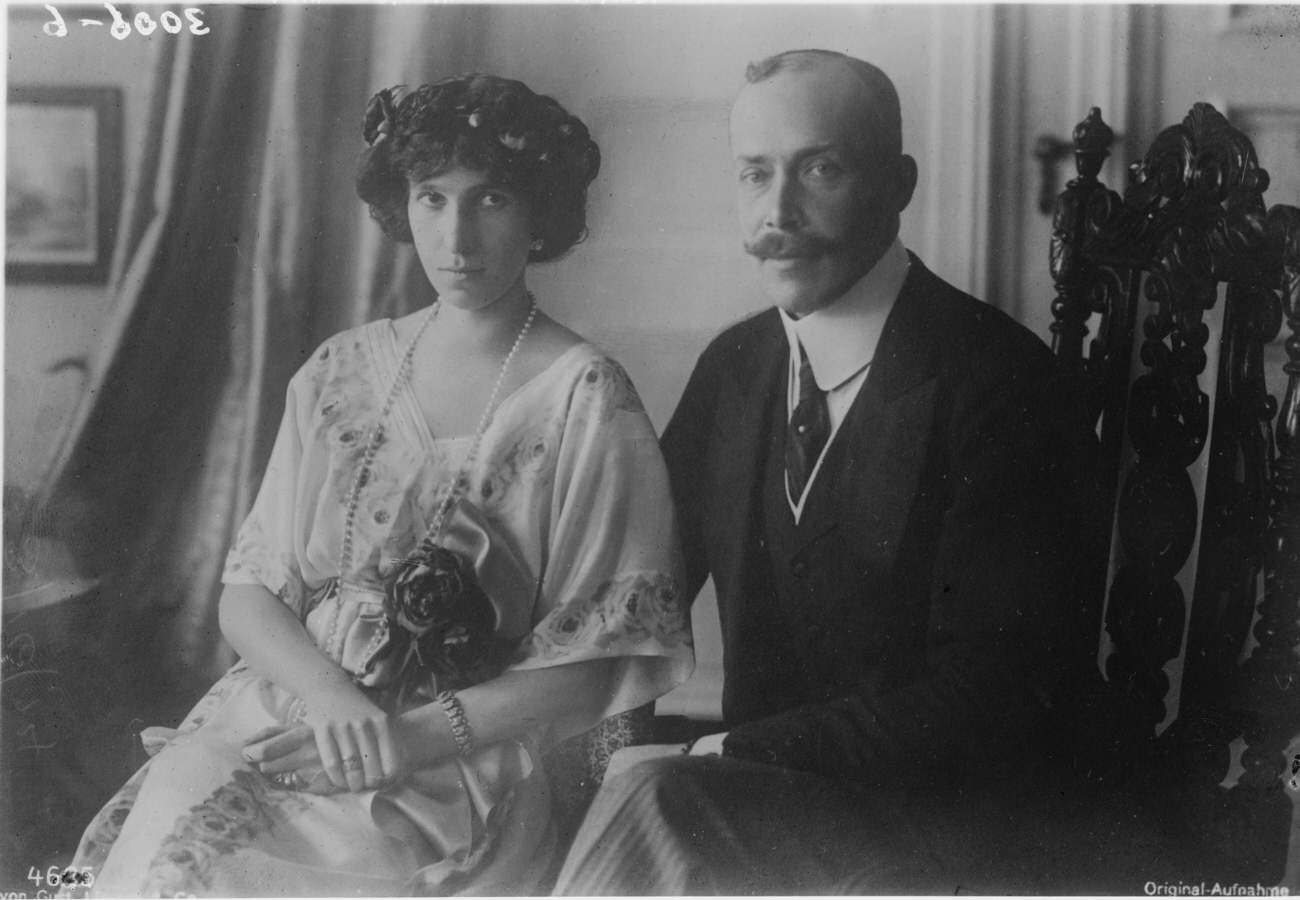
Kníže Vilém s chotí

Wilhelm Friedrich Heinrich, princ zu Wied (26. března 1876 – 18. dubna 1945), byl albánským knížetem od 7. března 1914 do 3. září 1914. Nominálně byl vládcem Albánie do ledna roku 1925, kdy byla vyhlášena republika.
V Albánii bývá nazýván Skanderbeg II. k poctě Skanderbega, významné postavy albánských dějin.

## Život a vláda
Narodil se v Neuwiedu jako třetí syn Wilhelma, pátého knížete zu Wied (bratra rumunské královny Alžběty), a jeho ženy princezny Marie Oranžsko-Nasavské (sestra švédské královny Louisy).
Princ Wilhelm sloužil jako důstojník pruské kavalérie, předtím než se stal kapitánem německého generálního štábu v roce 1911.

### Kandidatura na albánský trůn
Albánie vyhlásila 28. listopadu 1912 nezávislost a stala se republikou. Požadavek na vytvoření autonomního státu, který předložili představitelé země osmanské vládě, osmanští ministři přijali. 17. prosince 1912 pak evropské mocnosti přiznaly zemi autonomní status pod svrchovaností sultána. 29. července 1913 byla v Londýně podepsána mírová smlouva, která Albánii již definitivně stanovila jako autonomní, suverénní a dědičné knížectví, jehož existence a neutralita byla garantována šesti velmocemi (Rakousko-Uhersko, Německo, Francie, Itálie, Spojené království a Rusko). Do zvolení albánského knížete měla nejvyšší moc vykonávat Mezinárodní kontrolní komise (MKK). Jako zájemci o albánský knížecí trůn se přihlásili např. italský markýz Giovanni Kastriota Skanderbeg d'Auletta nebo španělský šlechtic Don Juan de Alandro Kastrioti y Perez de Velasco, kteří odvozovali svůj původ od hrdinného Skanderbega, neměli však podporu velmocí, a tak nepřicházeli v úvahu. Stejně dopadli i kandidáti z Albánie nebo černohorský král Nikola I., neuspěli však ani kandidáti velmocí, většinou katolíci. Úspěšně dopadl až princ Wilhelm zu Wied z Neuwiedu v Porýní, jehož matkou byla nizozemská princezna a jeho vzdáleným příbuzným byl německý císař Vilém II. Rozhodujícím faktorem pro něj bylo to, že byl protestant a tedy přijatelný pro všechny.

### Albánský kníže

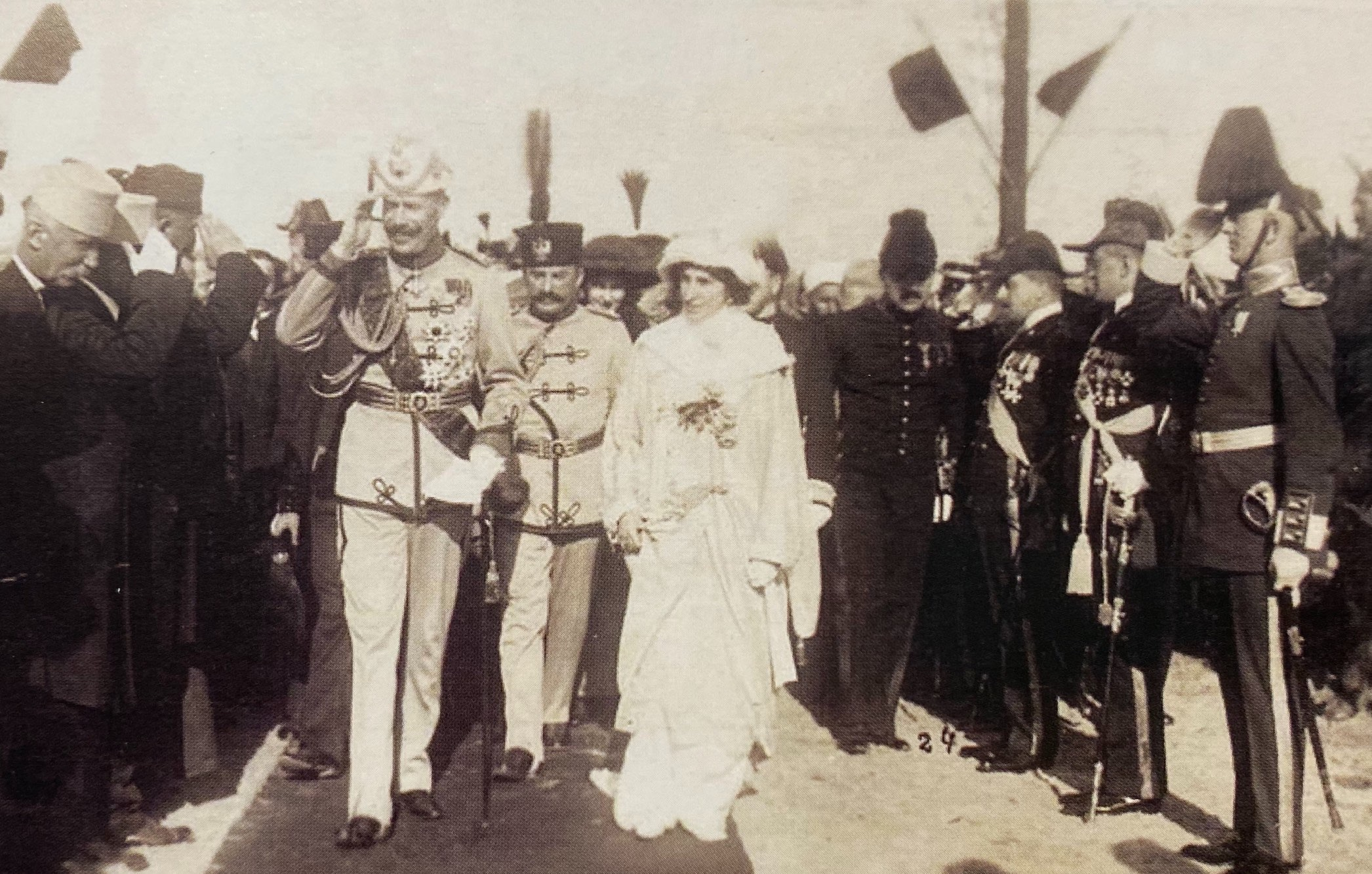
Kníže Vilém a jeho žena Sofie přijíždí roku 1914 do Albánie

Wilhelm Wied dorazil do Albánie 7. března 1914 a za své sídelní město si vybral přístav Durrës (Drač); tak začala jeho dvousetdenní vláda v Albánii.
Nedlouho po vyhlášení nezávislosti Albánie však vypukla první světová válka a členové MKK jeden po druhém začali i se svými vojenskými jednotkami Albánii opouštět. Knížeti posléze došly finance a při muslimské vzpouře, která dorazila do Durrësu, vyhledal úkryt na palubě italské lodi Misurata, což v očích Albánců velmi snížilo jeho prestiž.
V zahraničí a diplomatické korespondenci byl uváděn jako suverénní kníže, ale v Albánii byl označovaný jako mbret (neboli král).
Jeho celý titul byl: Z milosti velmocí a vůle lidu Albánský kníže.

### Exil a smrt
Po definitivním odchodu členů MKK a jejich vojenských jednotek nenašel kníže Vilém východisko ze své situace. Než se opět nalodil na loď Misurata, vydal prohlášení, v němž Albáncům sdělil, že neabdikuje, ale opouští zemi proto, že mu poměry neumožňují její řádnou správu. Kníže vyjádřil přesvědčení, že během jeho dočasné nepřítomnosti "si bude moci lid v klidu rozmyslet a najít pro sebe správnou cestu". Wied nejprve odcestoval do Rumunska, posléze byl jako major německé armády poslán na frontu do Flander. To jej zdiskreditovalo jako neutrální osobu, schopnou vykonávat funkci vladaře Albánie, především v očích Dohody.
V roce 1924 byla v Albánii vyhlášena republika a 31. ledna 1925 tím definitivně skončila Wiedova byť již pouze nominální vláda v Albánii. Když v roce 1928 prezident Ahmet Zogu obnovil monarchii a prohlásil se sám králem, kníže Wilhelm protestoval a znovu formálně potvrdil svůj nárok na albánský trůn pro sebe a své dědice.
Kníže Vilém se do Albánie již nikdy nemohl vrátit. Zemřel jako Wilhelm princ zu Wied 18. dubna 1945 v  Predealu v Rumunsku. Je pohřben v Bukurešti. Po jeho smrti v roce 1945 připadl titul albánského knížete formálně jeho synovi Karlu Viktorovi.

### Rodinný život
30. listopadu 1906 si ve Waldenburgu v Sasku vzal za ženu princeznu Sofie Schönburg-Waldenburg (1885-1936). Měli spolu dvě děti:
- Marie Eleonora (19. února 1909 – 29. září 1956)
- Karl Viktor (19. května 1913 – 8. prosince 1973)

## Tituly a vyznamenání

### Tituly
- 26. března 1876 – 7. března 1914: Jeho jasná Výsost princ Wilhelm Wied
- 7. března 1914 – 18. dubna 1945: Jeho Výsost albánský kníže

### Vyznamenání
- komtur velkokříže Řádu polární hvězdy – Švédsko, 1896[4][5]
- rytíř velkokříže Řádu Fridrichova – Württemberské království, 1898[4]
- velkokříž Řádu rumunské hvězdy – Rumunsko, 4. prosince 1913[4]
- rytíř velkokříže Řádu svatých Mořice a Lazara – Italské království, 10. února 1914
- rytíř velkokříže Císařského rakouského řádu Leopoldova – Rakousko-Uhersko, 13. února 1914[4]
- velkokříže Řádu čestné legie – Francie, 19. února 1914[4]
- velkokříže Řádu červené orlice – Pruské království, 25. února 1914[4]
- Řád svatého Alexandra Něvského – Ruské impérium, 27. února 1914[4]
- Řád černé orlice – Albánie, 26. března 1914[4]
- Královský řád za vojenské zásluhy V. třídy – Bulharské carství[4]
- rytíř III. třídy Řádu pruské koruny – Pruské království[4]

## Vývod z předků
|              |                                    |  |                   |                                         |  |  |  |  |  |  |  | Fridrich Kare z Wiedu |
|              |                                    |  |                   |                                         |  |  |  |  |  |  |  |                       |
|              | Jan August Karel z Wiedu           |  |                   |                                         |  |  |  |  |  |  |  |                       |
|              |                                    |  |                   |                                         |  |  |  |  |  |  |  |                       |
|              |                                    |  |                   | Marie Sayn-Wittgenstein-Berleburská     |  |  |  |  |  |  |  |                       |
|              |                                    |  |                   |                                         |  |  |  |  |  |  |  |                       |
|              | Heřman z Wiedu                     |  |                   |                                         |  |  |  |  |  |  |  |                       |
|              |                                    |  |                   |                                         |  |  |  |  |  |  |  |                       |
|              |                                    |  |                   | Vilém Solmssko-Braunfelský              |  |  |  |  |  |  |  |                       |
|              |                                    |  |                   |                                         |  |  |  |  |  |  |  |                       |
|              | Žofie Augusta Solmssko-Braunfelská |  |                   |                                         |  |  |  |  |  |  |  |                       |
|              |                                    |  |                   |                                         |  |  |  |  |  |  |  |                       |
|              |                                    |  |                   | Augusta Františka Salmsko-Grumbachšská  |  |  |  |  |  |  |  |                       |
|              |                                    |  |                   |                                         |  |  |  |  |  |  |  |                       |
|              | Vilém z Wiedu                      |  |                   |                                         |  |  |  |  |  |  |  |                       |
|              |                                    |  |                   |                                         |  |  |  |  |  |  |  |                       |
|              |                                    |  |                   | Fridrich Vilém Nasavsko-Weilburský      |  |  |  |  |  |  |  |                       |
|              |                                    |  |                   |                                         |  |  |  |  |  |  |  |                       |
|              | Vilém Nasavský                     |  |                   |                                         |  |  |  |  |  |  |  |                       |
|              |                                    |  |                   |                                         |  |  |  |  |  |  |  |                       |
|              |                                    |  |                   | Luisa Isabela z Kirchbergu              |  |  |  |  |  |  |  |                       |
|              |                                    |  |                   |                                         |  |  |  |  |  |  |  |                       |
|              | Marie Nasavská                     |  |                   |                                         |  |  |  |  |  |  |  |                       |
|              |                                    |  |                   |                                         |  |  |  |  |  |  |  |                       |
|              |                                    |  |                   | Fridrich Sasko-Altenburský              |  |  |  |  |  |  |  |                       |
|              |                                    |  |                   |                                         |  |  |  |  |  |  |  |                       |
|              | Luisa Sasko-Hildburghausenská      |  |                   |                                         |  |  |  |  |  |  |  |                       |
|              |                                    |  |                   |                                         |  |  |  |  |  |  |  |                       |
|              |                                    |  |                   | Šarlota Georgina Meklenbursko-Střelická |  |  |  |  |  |  |  |                       |
|              |                                    |  |                   |                                         |  |  |  |  |  |  |  |                       |
| Wilhelm Wied |                                    |  |                   |                                         |  |  |  |  |  |  |  |                       |
|              |                                    |  |                   |                                         |  |  |  |  |  |  |  |                       |
|              |                                    |  | Vilém V. Oranžský |                                         |  |  |  |  |  |  |  |                       |
|              |                                    |  |                   |                                         |  |  |  |  |  |  |  |                       |
|              | Vilém I. Nizozemský                |  |                   |                                         |  |  |  |  |  |  |  |                       |
|              |                                    |  |                   |                                         |  |  |  |  |  |  |  |                       |
|              |                                    |  |                   | Vilemína Pruská                         |  |  |  |  |  |  |  |                       |
|              |                                    |  |                   |                                         |  |  |  |  |  |  |  |                       |
|              | Frederik Nizozemský                |  |                   |                                         |  |  |  |  |  |  |  |                       |
|              |                                    |  |                   |                                         |  |  |  |  |  |  |  |                       |
|              |                                    |  |                   | Fridrich Vilém II.                      |  |  |  |  |  |  |  |                       |
|              |                                    |  |                   |                                         |  |  |  |  |  |  |  |                       |
|              | Vilemína Pruská                    |  |                   |                                         |  |  |  |  |  |  |  |                       |
|              |                                    |  |                   |                                         |  |  |  |  |  |  |  |                       |
|              |                                    |  |                   | Frederika Luisa Hesensko-Darmstadtská   |  |  |  |  |  |  |  |                       |
|              |                                    |  |                   |                                         |  |  |  |  |  |  |  |                       |
|              | Marie Oranžsko-Nasavská            |  |                   |                                         |  |  |  |  |  |  |  |                       |
|              |                                    |  |                   |                                         |  |  |  |  |  |  |  |                       |
|              |                                    |  |                   | Fridrich Vilém II.                      |  |  |  |  |  |  |  |                       |
|              |                                    |  |                   |                                         |  |  |  |  |  |  |  |                       |
|              | Fridrich Vilém III.                |  |                   |                                         |  |  |  |  |  |  |  |                       |
|              |                                    |  |                   |                                         |  |  |  |  |  |  |  |                       |
|              |                                    |  |                   | Frederika Luisa Hesensko-Darmstadtská   |  |  |  |  |  |  |  |                       |
|              |                                    |  |                   |                                         |  |  |  |  |  |  |  |                       |
|              | Luisa Pruská                       |  |                   |                                         |  |  |  |  |  |  |  |                       |
|              |                                    |  |                   |                                         |  |  |  |  |  |  |  |                       |
|              |                                    |  |                   | Karel II. Meklenbursko-Střelický        |  |  |  |  |  |  |  |                       |
|              |                                    |  |                   |                                         |  |  |  |  |  |  |  |                       |
|              | Luisa Meklenbursko-Střelická       |  |                   |                                         |  |  |  |  |  |  |  |                       |
|              |                                    |  |                   |                                         |  |  |  |  |  |  |  |                       |
|              |                                    |  |                   | Frederika Hesensko-Darmstadtská         |  |  |  |  |  |  |  |                       |
|              |                                    |  |                   |                                         |  |  |  |  |  |  |  |                       |